# Centro di studi metodologici di Torino
Il Centro di studi metodologici fu costituito ufficialmente a Torino nel gennaio del 1948 con lo scopo di condurre ricerche sui rapporti fra logica, scienza, tecnica e linguaggio, e diventò in breve tempo il principale centro di diffusione dell'epistemologia, in particolare del neopositivismo, sia pure entro un'ottica di ripensamento critico generale e di radicale apertura metadisciplinare e multiculturale rivolta a uno studio comparato delle tecniche. 
Alla presidenza del Centro venne chiamato l'ingegnere Prospero Nuvoli. I promotori del Centro furono Nicola Abbagnano, Eugenio Frola, Ludovico Geymonat, Prospero Nuvoli, Enrico Persico e Enrico Buzzati Traverso che nell'estate del 1945 avevano dato l'avvio ad una serie di incontri informali tra matematici, biologi, filosofi e logici per scambiare idee su questioni generali e particolari di metodo, riguardanti le scienze e le discipline che ognuno di essi coltivava, dall'analisi matematica alla storia della filosofia, alla logica matematica ed alla fisica teorica. In seguito altri eminenti studiosi, tra i quali il filosofo Norberto Bobbio ed il matematico Piero Buzano, parteciparono a quegli incontri che ancora oggi vengono ricordati come l'origine del Centro. 
Nell'inverno del 1946 a Palazzo Carignano prese l'avvio una lunga serie di conversazioni pubbliche inaugurate dal filosofo Ludovico Geymonat, e nel 1947 fu pubblicato da De Silva il libro Fondamenti logici della scienza che raccoglieva i testi di quelle conversazioni. Nella prefazione i curatori, pur ammettendo  di non aver raggiunto tra loro una perfetta identità di vedute, ritenevano di aver conseguito qualcosa di cui si sentivano fondamentalmente d'accordo: il modo di interpretare le proposizioni della scienza e il valore da attribuirsi a queste proposizioni. In seguito quelle conversazioni pubbliche continuarono presso l'Unione Culturale e la Facoltà di Economia e Commercio dell'Università di Torino e vi presero parte numerosi studiosi tra i quali Picone, Ceccato, De Finetti, Severi, Spirito, Magni, Gasparri, Zaccagnini, Di Fenizio, Dienes dell'Università di Leicester, Gonseth del Politecnico di Zurigo, e Curry del Pennsylvania State College (oggi Pennsylvania State University). In un secondo libro intitolato Saggi di critica delle scienze vennero raccolti una serie di altri interventi mentre si stava curando la preparazione di un terzo volume grazie ai numerosi contributi finanziari di privati, enti e società.

## Il primo congresso
Nel dicembre del 1952 si tenne il primo Congresso di studi metodologici (17-20 dicembre), al quale presero più di duecento studiosi italiani e stranieri. Alla cerimonia di apertura nell'Aula Magna dell'Università di Torino, il Sindaco di Torino, avvocato Amedeo Peyron ed il Rettore dell'Università di Torino, professor Mario Allara, diedero il benvenuto di congressisti. Il professor Bruno Leoni, allora presidente del Centro di studi metodologici, pronunciò un discorso inaugurale chiarendo lo scopo del Centro: «…Noi miriamo unicamente alla revisione critica delle discipline già stabilite, e delle quali ognuno di noi si occupa in modo professionale, coll'intento di migliorare i nostri strumenti di lavoro, e di giungere, se possibile, alla creazione di nuovi strumenti concettuali, in particolare attraverso l'analisi del linguaggio che adoperiamo e lo sfrondamento dei problemi fittizi che sorgono, nelle nostre discipline, dall'uso improprio o insufficientemente definito del linguaggio stesso». 

Seguirono poi brevi interventi dei professori Gonseth del Politecnico di Zurigo, Speiser dell'Università di Basilea, Destouches dell'Università di Parigi e Romanell dell'Università del Texas. 

Per le sezioni dedicate alla Metodologia generale, Metodologia delle scienze sociali e giuridiche, Metodologia dell'organizzazione del lavoro e delle relazioni umane, furono tenute sessantasei relazioni di studiosi italiani tra i quali Abbagnano, Bobbio, De Finetti, Gawronski, Geymonat, Mazzantini, Pellizzi, Rossi-Landi, Uberto Scarpelli, Viano. Il filosofo Nicola Abbagnano iniziò il suo intervento dicendo: «Se si domanda qual è l'origine dell'esigenza che gli studi metodologici cercano di soddisfare, si può rispondere che essa va riconosciuta nel principio della verificabilità concettuale. Si ammette cioè che, in qualsiasi campo di ricerche, un principio può essere riconosciuto come valido solo se e nella misura in cui provoca, orienta e guida passo per passo la ricerca, conducendo a risultati che possono essere sottoposti a controllo».